# Xosé Manuel del Caño
Xosé Manuel del Caño González (Celanova, Orense, 1955) es un escritor y periodista del periódico Faro de Vigo en la edición de Orense. 
- Dirigió la revista literaria Follas Secas.
- Impulsó la recuperación de la casa de Manuel Curros Enríquez así como su transformación en museo.
- Creación de la biblioteca de Graham Greene en el monasterio de Oseira.
- Fundador del premio Celanova, casa dos poetas.

## Obra
- O mal tempo, 1981 (narrativa)
- Lembranzas dun home, 1983 (narrativa)
- Once nudos I, 1984 (narrativa)
- Once nudos II, 1985 (narrativa)
- Conversas con Manuel María, 1989
- Áreas, 1990 (novela)
- Cen galegos, 1993 (entrevistas)
- Guía de Ourense (1996)
- Literaria (1997)
- Historia Ilustrada de Ourense (2001), Salgroso/ A Muller de Lot (2002), Ourense.
- Paisajes, ciudades y monumentos (2004), Antonio Tovar.
- Conversas cun vello revoltado (2005). Alfonso S. Palomares.
- La lucha por la libertad (2005), Conversas con Méndez Ferrín.
- Historia, literatura, nación (Xerais 2005).
- O misterio de Carlos G. Reigosa: Conversas (Xerais 2007).
- Xuizo, sentenza e condena. Conversas con Alfredo Conde. (Ir Indo Edicións 2009).
- O contencioso de Sargadelos (Ediciones Linteo 2009).
- Ourense, Atenas de Galicia (Ediciones Linteo 2014).
- Reedición Conversas con Manuel María, libro-CD (Nova Galia Edicións 2016).

- Datos: Q2834875